# Viola rheophila
Viola rheophila är en violväxtart som beskrevs av M. Okamoto. Viola rheophila ingår i släktet violer, och familjen violväxter. Inga underarter finns listade i Catalogue of Life.